# Combretum eriogynum
Combretum eriogynum är en tvåhjärtbladig växtart som först beskrevs av Joseph Marie Henry Alfred Perrier de la Bâthie, och fick sitt nu gällande namn av C.C.H. Jongkind. Combretum eriogynum ingår i släktet Combretum och familjen Combretaceae. Inga underarter finns listade i Catalogue of Life.